# Gusto (bier)
Gusto is een Belgisch bier van hoge gisting. Het bier wordt gebrouwen door Brouwerij De Koninck te Antwerpen.

## Achtergrond
Twee Gusto-bieren werden in 2008 op de markt gebracht ter gelegenheid van de 175ste verjaardag van de brouwerij (het getal 1833 in de naam van het bier verwijst naar het beginjaar van de brouwerij). Voordien was de brouwerij er nog niet in geslaagd een succesvol bier met nagisting in de fles op de markt te brengen. Op het etiket staan boven de naam van het bier de letters "DK", van De Koninck.

## Bieren
- Gusto 1833 Golden Blond is een blond bier van hoge gisting met een alcoholpercentage van 8%.
- Gusto 1833 Ruby Red is een amberkleurig bier van hoge gisting met een alcoholpercentage van 8%.